# World Games 2017/Teilnehmer (El Salvador)
| Gelbes Symbol für Goldmedaillen mit stilisierten Olympischen Ringen | Graues Symbol für Silbermedaillen mit stilisierten Olympischen Ringen | Braundes Symbol für Bronzemedaillen mit stilisierten Olympischen Ringen |
| ------------------------------------------------------------------- | --------------------------------------------------------------------- | ----------------------------------------------------------------------- |
| —                                                                   | —                                                                     | —                                                                       |

El Salvador nahm in Breslau an den World Games 2017 teil. El Salvador nominierte mit Roberto Hernández nur einen Sportler und stellte, neben 14 weiteren Nationen, damit eine der kleinsten Delegationen bei den Spielen.

## Teilnehmer nach Sportarten

### Feldbogenschießen
| Männer            |               |     |    |                         |         |               |         |               |               |               |               |               |               |               |
| Roberto Hernández | Compoundbogen | 704 | 10 | Khambeswaran Mohanaraja | 146:136 | Esmaeil Ebadi | 148:150 | ausgeschieden | ausgeschieden | ausgeschieden | ausgeschieden | ausgeschieden | ausgeschieden | ausgeschieden |